# Irving Norman
Irving Norman (10. Januar 1906 in Vilnius als Irving Noachowitz – Juli 1989) war ein litauisch-amerikanischer Zeichner, Maler und politischer Aktivist, dessen sozialkritischen expressionistischen und surrealistischen Bilder die Schrecken des Totalitarismus im 20. Jahrhundert reflektieren und anklagen.

## Leben
Irving Norman wurde als Irving Noachowitz am 10. Januar 1906 in Vilnius (Wilna) in eine jüdische Familie geboren; seine vielsprachige Geburtsstadt, die später litauische Hauptstadt wurde, stand damals unter zaristisch-russischer Verwaltung. Norman lernte in Vilnius neben litauisch auch deutsch, jiddisch, und russisch. Als Kind liebte Norman das Zeichnen und sein Talent zog die Aufmerksamkeit eines Onkels auf sich, der versprach, ihn auf eine Kunstakademie zu schicken. Der Ausbruch des Ersten Weltkriegs und der Russischen Revolution vereitelte diese Pläne und stattdessen lernte Norman zunächst das Friseurhandwerk.
1923, im Alter von 17 Jahren, wanderte Norman in die USA aus, um bei Verwandten in New York City zu leben. Das Großstadtleben in der von Einwanderung und sozialen Konflikten geprägten Metropole schärften Irvings politische und ästhetische Aufmerksamkeit. Er empfand eine fürsorgerische Verantwortung für die Armen und Entrechteten und engagierte sich politisch in der Young Communist League. In den 1920er Jahren versuchte er durch Solidaritätsaktionen und politische Aufklärung die Ursachen und die Belastungen der Weltwirtschaftskrise zu überwinden. 1934 verließ Irving New York City und zog nach Laguna Beach, Kalifornien, wo er als Miteigentümer einen Friseursalon betrieb.
Mitte der 1930er Jahre Irving spürte die Notwendigkeit, sich auch international für seine politischen Ideen zu engagieren. Er meldete sich als Freiwilliger beim amerikanischen Lincoln-Bataillon und verbrachte 1938, das letzte tragische Jahr des Spanischen Bürgerkriegs, als Mitglied der Maschinengewehr-Kompanie XV und kämpfte für die Verteidigung der spanischen Republik gegen die faschistischen Truppen General Francisco Francos. Die Schrecken, die Norman in diesem Jahr erlebte, prägten ihn für den Rest seines Lebens und waren ein Katalysator, der ihn dazu veranlasste, nach einem kreativen Ausdrucksmittel zur Kritik von Ausbeutung, Gewalt und Trauma zu suchen. Nach seiner Rückkehr nach Amerika sehnte Irving sich nach Ruhe und Einsamkeit und zog sich zunächst auf die Los Angeles vorgelagerte Pazifikinsel Santa Catalina in die Stadt Avalon zurück, wo er an einem Zeichenkurs teilnahm, in dem sein Talent erneut sichtbar wurde.
1940 zog Norman nach San Francisco, motiviert durch ein wachsendes künstlerisches Selbstvertrauen und den Wunsch, die technischen Möglichkeiten seines Zeichnens und Malens noch weiterzuentwickeln. Er besuchte die San Francisco School of Fine Arts und studierte bei William Gaw und Spencer Macky. 1942 hatte Norman eine erste Einzelausstellung mit Zeichnungen. Seine erste große Gesamtausstellung mit Zeichnungen und Gemälden 1945 trug ihm das Lob der Kritik sowie einen Albert-Bender-Gedenkpreis ein. Mit dem damit verbundenen Preisgeld kehrte er 1946 nach New York City zurück, um bei Reginald Marsh und Robert Beverly Hale in der Art Students League zu studieren. Im selben Jahr reiste Norman nach Mexiko, um Gemälde aus erster Hand kennenzulernen, die eine wichtige Inspirationsquelle für ihn darstellten, die er jedoch bis dahin nur durch photographische Reproduktionen kannte: die großen Wandgemälde von Diego Rivera, Jose Clemente Orozco und David Alfaro Siquerios.
1954 lernte Norman die aus Deutschland stammende Immigrantin Hela Bohlen kennen, und heiratete sie im Januar 1955. Von Beginn ihrer Ehe an einigten sich Irving und Hela Norman, die eine begabte Photographin und Landschaftsgärtnerin war, auf eine gemeinsame Arbeitsteilung des Gelderwerbs und der Entwicklung ihrer künstlerischen Mittel. In den späten 1950er und frühen 1960er Jahren machte Norman sich an der amerikanischen Ostküste einen Namen als Künstler, dem es gelang, seine politischen und sozialen Botschaften in technisch ausgefeilte visuelle Tableaus zu übersetzen. Seine Arbeit, die sozialen Realismus mit surrealen und konstruktivistischen Elementen verband, überraschte und inspirierte Künstlerfreunde, Kunstkritiker und die kunstinteressierte Öffentlichkeit gleichermaßen. Kommerzieller Erfolg und Medienaufmerksamkeit blieben ihm jedoch weithin verwehrt. Der Kunstkritiker Alfred Frankenstein bemerkte 1975 in einer Rezension des San Francisco Chronicle vor allem im Hinblick auf das politische und künstlerische Establishment, dass Normans Kunst „Menschen, insbesondere Museumsdirektoren, Angst macht“. Aufgrund seines politischen und sozialen Engagements wurde Norman jahrzehntelang vom FBI beobachtet; in den 1950er Jahren vor allem im Zuge von McCarthys Verschwörungstheorien und Kommunistenverfolgung; bis 1974 wurde seine Post überwacht, obwohl er mithilfe der American Civil Liberties Union eine erfolgreiche juristische Klage gegen die Verhöre und Belästigungen des FBIs angestrengt hatte.
1962 erwarben Irving und Hela Norman ein Haus in dem abgelegenen Küstental von Tunitas Creek südlich von Half Moon Bay, Kalifornien. 27 Jahre lang fand Norman dort die Konzentration, die er zum Malen brauchte, und in seinem bescheidenen Atelier schuf er die meisten seiner großdimensionierten und hochkomplexen Leinwände. Norman arbeitete zumeist jeweils eine Bildidee an einem Gemälde ab, bevor er sich der nächsten zuwandte. Nach Abschluss einer Serie verwandter Werke gingen Irving und Hela Norman auf Reisen in den USA und später auch nach Übersee, u. a. Europa, um sich in Städten und Kunstmuseen – die Norman als ‚Kathedralen des modernen Alltags‘ beschrieb – vor allem von zeitgenössischen Kunstwerken inspirieren zu lassen. Über seine künstlerische Motivation und seine weitgespannte Rezeption von Vorbildern aus der Kunstgeschichte sagte Norman: „Der (künstlerische) Weg, den ich eingeschlagen habe, hat mich gewählt, nicht umgekehrt. Ich wurde zum Malen geführt, indem ich das Leben erlebt habe; das Malen ist Kontemplation und ein verzweifeltes Bedürfnis, das Leben zum Ausdruck zu bringen. Ich finde spirituelle Stärke bei Künstlern von der entferntesten Vergangenheit bis zur unmittelbaren Gegenwart.“ In den 1970er Jahren schwächte sich die öffentliche und kunstgeschichtliche Aufmerksamkeit für Normans Werke ab, 1984 jedoch erwarb das San Francisco Museum of Modern Art sein Werk The Human Condition, Biennial III, was eine Art Durchbruch in die Liga bedeutender internationaler Kunstsammlungen der Moderne darstellte. Norman starb im Juli 1989 in Kalifornien.
Ein wiederauflebendes Interesse an Normans Werken manifestierte sich in den letzten Jahrzehnten des 20. Jahrhunderts in mehreren Einzelausstellungen, darunter einer thematischen Werkschau 1996 bei De Young in San Francisco The Measure of all Things (dt. ‚Das Maß aller Dinge‘) und die Wanderausstellung Dark Metropolis: Irving Norman’s Social Surrealism (‚Dunkle Metropolis: Norman Irvings sozialer Surrealismus‘) (2007–2008)'. 2008 präsentierte die New Yorker Michael Rosenfeld Gallery ihre erste Einzelausstellung des Künstlers und 2014 die Werkschau Irving Norman: War & Peace: Monumental Paintings, 1969–1986 (‚Irving Norman: Krieg und Frieden, Monumentale Gemälde 1969–1986‘). Zu dem wachsenden Interesse an Normans Leben und Werk hat auch ein 2018 erschienener Dokumentarfilm Ray Days Truth be Told: Irving Norman and the Human Predicament (‚Um die Wahrheit zu sagen: Irving Norman und die Zwangslage des Menschen‘) beigetragen.

## Werk
Norman arbeitete in unterschiedlichen Medien; er schuf vor allem Öl- und Acrylmalerei auf Leinwand sowie Zeichnungen und Aquarelle. Teilweise dienten die Zeichnungen und Aquarelle als Vorlagen für größere Gemälde, zumeist sind sie jedoch als eigenständige Werke intendiert. Normans Arbeiten sind durch ausgefeilte Flächen- und Linienkompositionen gekennzeichnet, die bestimmte (interpretatorische) Perspektiven und (soziale) Dynamiken nahelegen oder kritisieren. Die Bilder seiner mittleren und späteren Bildfolgen zeigen häufig größere Menschenansammlungen, wobei die dargestellten Menschen oft in einer ‚Masse‘, als industrielle oder militärische (Reserve-)Armeen auftreten. Diese vielfach Spuren von Gewalt und Schindungen zeigenden ‚Menschenmassen‘ sind künstlerisch mit großer Akribie und, bei aller Stilisierung, mit Detailtreue gearbeitet; nicht selten wird durch einen seriellen Effekt der Verlust von Individualität und gemeinschaftlicher Interaktion in der ‚Massenmoderne‘ entlarvt und kritisiert.
Normans Ölbilder zeigen häufig dystopische, auch dystopische Science-Fiction Motive. Oft sind die Menschendarstellungen in angedeutete architektonische und institutionelle Rahmen, in gefängnis- oder lagerartige Räume eingezwängt, wobei die Gesichter bei allem Nivellierungseffekte der dargestellten Zwangsverhältnisse teilweise individuelle Züge bewahren. Normans Tableaus von marschierenden, buchstäblich über Leichen gehende Soldaten, Aufseher und Funktionäre zeigt diese als mechanische und serielle Roboter-Gestalten, als Mordmaschinen. Gelegentlich sind ihre Körper von ihren metallischen Mordwerkzeugen nicht zu unterscheiden. In einer Reihe von Normans Bildern werden Inschriften verwendet, die oft auf Gebäuden oder spiegelverkehrt auf Fensterscheiben zu lesen sind, sich aufgrund ihrer ungewöhnlichen Zeichenfolgen einer eindeutigen Lesart jedoch verschließen. Viele von Normans Ölbildern lassen neben immer wieder vorherrschender Zentralperspektiven auch kubistische Elemente erkennen. Fabrik-, labor- und arsenalartige Räume sowie Straßengewirr und organische Strukturen (Blutgefäße, Röhren, Blasen) erzeugen bedrückende oder verworrene Raumeindrücke. Nur selten gibt Norman seinen Gemälden freie Horizonte; die die gesamten Bildflächen überbreitenden seriellen Ansammlungen von Artefakten und Menschenmassen erzeugen klaustrophobische Eindrücke und deuten auf keinerlei Auswege oder Fluchten ins Freie. Gelegentlich gibt Norman Hinweise auf diskursgeschichtliche Verankerungen seiner Schreckensszenarios, vor allem mit Symbolen (Kreuze, Kreuzigungsgruppen; faschistische und kapitalistische Hoheitssymbole) der christlichen Passionsgeschichte und des modernen Totalitarismus. Dies betrifft auch die Titel mancher Werke (z. B. Man of Sorrows; ‚Schmerzensmann‘, also der leidende Christus), die sie mit bekannten Topoi der europäischen Kunstgeschichte verbinden.
Neben den mexikanischen Sozialrealisten, deren Werke Norman studierte, gibt es auch stilistische und inhaltliche Parallelen zu europäischen und russischen Konstruktivisten und Expressionisten wie George Grosz, Otto Dix und Kasimir Malewitsch, aber auch zur Neuen Sachlichkeit und zum Fantastischen Realismus (Ernst Fuchs, Arik Brauer, et alia.). Normans eigensinniger Stil wird manchmal als Sozialer Surrealismus (‚Social Surrealism‘) bezeichnet.
Normans Zeichnungen sind zumeist mit feiner Strichführung gearbeitet und stellen ähnlich wie die großformatigen Ölbilder die Gefährdung von Menschen durch industrielle und militärische Komplexe dar. Nicht wenige zeichnerischen Arbeiten bedienen sich optischer Täuschungen, z. B. spiralförmig im Raum schwebenden Betten, in denen Amputierte schlafen und sterben, die von der Flächenkomposition an M. C. Eschers ‚unmöglichen Figuren‘ erinnern, wobei die ‚Unmöglichkeit‘ der Bilder bei Norman gleichermaßen in ihrer graphischen Anordnung und der unerhörten Grausamkeit liegt, zu der Menschen in Kriegen und Diktaturen fähig sind.
Auch Normans Aquarelle, von denen einige sich an den prophetischen illuminated manuscripts William Blakes, aber auch der Filmarchitektur Fritz Langs (vor allem aus dessen Film Metropolis) orientieren, sind von großer Eindringlichkeit und kritisieren psychologische und politische Dimensionen von Gewaltherrschaft.

## Werke (in Auswahl)
- The City (City Rush) (ca. 1942)
- Armies 1 (1944)
- Great Orator (1944)
- Arrivals and Departures (1958)
- Blind Momentum (1960)
- American Street Scene (1961)
- War and Peace (1965–66)
- Rush Hour on the Corner of... (1977)
- Human Condition (1980)